# Monastero di Lanzo
Monastero di Lanzo é uma comuna italiana da região do Piemonte, província de Turim, com cerca de 424 habitantes. Estende-se por uma área de 17 km², tendo uma densidade populacional de 25 hab/km². Faz fronteira com Locana, Cantoira, Coassolo Torinese, Ceres, Pessinetto, Lanzo Torinese.

## Demografia
| Variação demográfica do município entre 1861 e 2011                               |
|                                                                                   |
| Fonte: Istituto Nazionale di Statistica (ISTAT) - Elaboração gráfica da Wikipedia |